# Velika loža Čila
Velika loža Čila je prostozidarska velika loža v Čilu, ki je bila ustanovljena 24. maja 1862.
Združuje 4.000 lož, ki imajo skupaj 30.000 članov.